# 動物電気
動物電気（どうぶつでんき）は、日本の劇団。
1993年、明治大学の演劇サークルOBであった政岡泰志、小林健一、辻修らが中心となり旗揚げされた。人情喜劇をベースとした作品を展開している。結成初期は体を張った演技や定番のギャグを用いたコメディ要素が強かった。2005年に本多劇場にて『寝太郎の新作カレー』を上演。かつては年2回の公演を行っていたが、「劇団員には普通に働いている人も何人かいて、年2回のペースはきつい」という意見が出され、また出演者のスケジュール調整も困難になってきたため、1年半に1回のペースに切り替えられた。2013年に結成20周年を迎え、『どっきり!成人式 〜オレもお前も』が上演された。

## 所属俳優

### 現メンバー
- 政岡泰志（作・演出も担当）
- 小林けんいち
- 辻修
- 森戸宏明
- 高橋拓自
- 松下幸史
- 石崎和也
- 姫野洋志
- ヨシケン
- 吉田麻生 - 劇団「むっちりみえっぱり」の主宰としても活動している。

### 主な旧メンバー
- 伊藤美穂
- 鬼頭真也（現「夜ふかしの会」所属）
- 木村友美
- 多田淳之介（現「東京デスロック」主宰）
- 千葉綾
- 手嶋一統
- 福井亮輔
- 二面由希
- 古家ウィリアム康
- 吉田誠

## 公演履歴
- 真夏のJet（1993年11月、明治大学）
- 動物電気の国語・算数・理科・社会（1993年12月、明治大学）
- That's the boy（1994年6月、明治大学）
- 動物電気IN JAPAN（1994年11月、明治大学）
- 怪物電気（1995年6月、江古田ストアハウス）
- はじめてのおつかい（1995年11月、明石スタジオ）
- 闘将!動物電気（1996年6月、フジタ・ヴァンテ）
- 動物の暗黒面（1996年11月、明石スタジオ）
- 特別公演 国岡（1997年2月、シアターモリエール）
- メキシコ燃える（1997年8月、下北沢駅前劇場）
- 天国はどこだ（1997年12月、シアターモリエール）
- 動物電気立志編（1998年3月、パルテノン多摩小ホール）
- プロレタリアート演劇 人、人にパンチ（1998年9月、下北沢駅前劇場）
- 福祉劇 キックで癒す（1999年4月 - 5月、中野ザ・ポケット）
- 郷土史劇 チョップが如く（1999年10月、下北沢駅前劇場）
- NOは投げ飛ばす（2000年6月、中野ザ・ポケット）
- まちかど青春群像 ああ、大地に頭から（2000年12月、下北沢駅前劇場）
- 地方自治劇 運べ 重い物を北へ（2001年3月、下北沢ザ・スズナリ）
- 細腕繁盛記 女傑おパンチさん（2001年10月、三鷹市芸術文化センター）
- えらいひとのはなし キック先生（2002年6月、下北沢駅前劇場）
- 番外公演 ANIMAL JESUS「虎はまねくよ」（2002年8月、下北沢駅前劇場）HIGHLEG JESUSとのコラボ企画[7]
- プロレタリアート演劇 人、人にパンチ（2002年10月 - 11月、三鷹市芸術文化センター/よしもとrise-1シアター）再演、初の大阪進出公演
- 集まれ!夏野菜（2003年6月、下北沢駅前劇場）
- オールとんかつ（2003年10月、中野ザ・ポケット）
- わんぱくカルシウム（2004年7月、下北沢駅前劇場）
- 寝太郎の新作カレー（2005年4月、本多劇場）
- 夏休みスペシャル おばけやら花火やら武将やら（2005年8月、三鷹市芸術文化センター）
- 豆ざむらい（2006年2月、下北沢駅前劇場）
- 三女の食欲（2006年12月、下北沢駅前劇場）
- 先輩へのあこがれ（2007年9月、本多劇場）
- すすめ!!観光バス（2008年6月、下北沢駅前劇場）
- びっくり校長先生（2008年11月、下北沢駅前劇場）
- さっぱり!親子丼（2010年6月、下北沢駅前劇場）
- タッパー!男の器（2011年12月、下北沢駅前劇場）[3][8]
- どっきり!成人式 〜オレもお前も（2013年6月、下北沢駅前劇場/サンケイホールブリーゼ）

出典：